# Ella and Louis
Albums de Ella Fitzgerald et Louis Armstrong
Ella and Louis Again
(1957)
Ella and Louis est un album d'Ella Fitzgerald et Louis Armstrong sorti en 1956.
C'est le premier de trois albums enregistrés en duo par ces deux artistes pour le label Verve Records, avant Ella and Louis Again (1957) et Porgy and Bess (1957).
Il a reçu le Grammy Hall of Fame Award en 2016.

## Titres

### Face 1
1. Can't We Be Friends? (Paul James, Kay Swift) – 3:47
2. Isn't This a Lovely Day? (Irving Berlin) – 6:16
3. Moonlight in Vermont (John Blackburn, Karl Suessdorf) – 3:42
4. They Can't Take That Away From Me (George Gershwin, Ira Gershwin) – 4:39
5. Under a Blanket of Blue (Jerry Livingston, Al J. Neiburg, Marty Symes) – 4:18
6. Tenderly (Walter Gross, Jack Lawrence) - 5:10

### Face 2
1. A Foggy Day (George Gershwin, Ira Gershwin) – 4:32
2. Stars Fell on Alabama (Mitchell Parish, Frank Perkins) – 3:34
3. Cheek to Cheek (Irving Berlin) – 5:53
4. The Nearness of You (en) (Hoagy Carmichael, Ned Washington) – 5:42
5. April in Paris (Vernon Duke, Yip Harburg) – 6:33

## Musiciens
- Ella Fitzgerald : chant
- Louis Armstrong : chant, trompette
- Ray Brown : basse
- Herb Ellis : guitare
- Oscar Peterson : piano
- Buddy Rich : batterie